# John Bogle
John Clifton „Jack“ Bogle (* 8. Mai 1929 in Verona, New Jersey; † 16. Januar 2019 in Bryn Mawr, Pennsylvania) war ein US-amerikanischer Unternehmer und Autor wirtschaftswissenschaftlicher Bücher zum Thema Investments. Er gründete und leitete die Vanguard Group und war mit ihr Pionier im Bereich Indexfonds.

## Werdegang
John Bogle wurde am 8. Mai 1929 im Township  Verona im US-Bundesstaat New Jersey als Sohn von William Yates Bogle und Josephine Lorraine Hipkins Bogle geboren. Er machte 1947 seinen Schulabschluss an der Blair Academy, ehe er 1951 sein Studium in Wirtschaftswissenschaften an der Princeton University magna cum laude abschloss. Später arbeitete er bei Wellington Management, ehe ihm nach einem Fehlinvestment im Alter von 37 Jahren gekündigt wurde. Zwischen 1969 und 1970 saß er dem Investment Company Institute, dem Zusammenschluss der US-amerikanischen Investmentgesellschaften, vor und war bis 1974 Mitglied des Vorstands.
1974 gründete Bogle die Investmentgesellschaft The Vanguard Group, deren Geschäfte er bis 1996 als Chief Executive Officer und anschließend bis 2000 als Senior Chairman leitete. Die Gesellschaft bot als erste einen Indexfonds für Privatinvestoren an und Bogle gilt als Erfinder der Indexfonds. Die nach den Prinzipien des Index Investing arbeitende Firma entwickelte sich zu einer der größten Investmentfirmen der Vereinigten Staaten. Später war er Präsident des firmeneigenen Bogle Financial Markets Research Center. Ab den 1990er Jahren trat er mehrfach als Autor in Erscheinung, bereits sein 1993 erschienenes Debütwerk New Perspectives for the Intelligent Investor wurde zum Bestseller.

## Auszeichnungen
Für seine Arbeit erhielt Bogle mehrfach Auszeichnungen. Unter diesen sticht die Aufnahme in die Time 100 im Jahr 2004 hervor. Fünf Jahre zuvor hatte ihn Fortune zudem neben Warren Buffett, Peter Lynch und George Soros zu den vier „Giants of the 20th Century“ gezählt. 2004 zeichnete ihn Institutional Investor für sein Lebenswerk aus. Im selben Jahr wurde er zudem in die American Academy of Arts and Sciences sowie in die American Philosophical Society aufgenommen. Mehrere Universitäten verliehen ihm die Ehrendoktorwürde.

## Werke
- 1993: New Perspectives for the Intelligent Investor
- 1999: Common Sense on Mutual Funds – New Imperatives for the Intelligent Investor
- 2000: John Bogle on Investing – The First 50 Years
- 2002: Character Counts – The Creation and Building of The Vanguard Group
- 2005: Battle for the Soul of Capitalism
- 2007: The Little Book of Common Sense Investing – The Only Way to Guarantee Your Fair Share of Stock Market Returns
- 2008: Enough – True Measures of Money, Business, and Life
- 2010: Don¢t Count on it! – Reflections on Investment Illusions, Capitalism, “Mutual” Funds, Indexing, Entrepreneurship, Idealism and Heroes